# Agencia de Deporte Nacional (Argentina)
La Agencia de Deporte Nacional fue un organismo dependiente de la Secretaría General de la Presidencia. Su misión es diseñar, planificar, coordinar y ejecutar las políticas deportivas del país, conforme el régimen que regula la Ley 20.655 del 21 de abril de 1974, conocida como ley de deporte. Esta agencia es continuadora del Instituto Nacional del Deporte y la Actividad Física (creado en 2015), el Observatorio Nacional del Deporte y la Actividad Física (creado en 2014), el Ente Nacional del Desarrollo Deportivo (creado en 2015) y a la Secretaría de Deportes de la Nación.

## Funciones
1. Entender en la orientación, programación, promoción, coordinación, asistencia, ordenamiento y fiscalización de la actividad deportiva en todo el país en todas sus formas y modalidades, de conformidad con la legislación deportiva vigente, con excepción de la actividad deportiva de carácter educativo.
2. Intervenir en la elaboración de las normas que requiera la implementación de la legislación deportiva vigente y asesorar a los organismos públicos y privados en los aspectos relacionados con su aplicación y el cumplimiento de los objetivos propios de la actividad deportiva que desarrollen.
3. Entender en la asignación de recursos destinados al fomento del deporte a nivel nacional, provincial, municipal y de la CIUDAD AUTÓNOMA DE BUENOS AIRES, en el marco de su competencia específica.
4. Establecer los lineamientos para el desarrollo integral del deporte de alto rendimiento.
5. Integrar, como socio fundador, el ENTE NACIONAL DE ALTO RENDIMIENTO DEPORTIVO, creado por la Ley n.º 26.573.
6. Entender en la asignación, administración y otorgamiento de becas -con excepción de las previstas en la Ley n.º 26.573-, subsidios, subvenciones u otro instrumento similar estipulado para el fomento de la actividad deportiva, en la cancelación de dichos beneficios en caso de incumplimiento de las obligaciones a cargo de los beneficiarios, y en la inhabilitación de los mismos hasta su regularización, de acuerdo a los términos de la reglamentación correspondiente.
7. Entender en la elaboración de planes, programas y proyectos destinados al fomento y desarrollo del deporte y sus valores.
8. Participar en el ordenamiento normativo y administrativo de organismos de la Administración Pública Nacional con competencia en materia deportiva.
9. Entender en la planificación estratégica, promoción, gestión y desarrollo de las actividades deportivas en sus diversas manifestaciones.
10. Entender en la realización de juegos deportivos en el territorio de la Nación, incluyendo el Programa Social y Deportivo “Juegos Nacionales Evita”, previsto en la Ley n.º 26.462, en coordinación con los organismos nacionales, provinciales, municipales y del Gobierno de la CIUDAD AUTÓNOMA DE BUENOS AIRES y entidades privadas, como así también en la promoción y fomento de juegos deportivos regionales e internacionales.
11. Instrumentar programas de formación, inclusión y desarrollo de temáticas de género en el deporte.
12. Intervenir en el diseño y ejecución de políticas de inclusión y desarrollo del deporte adaptado, en forma conjunta con los organismos de la Administración Pública Nacional con competencia en la materia.
13. Entender en la promoción del entrenamiento deportivo en todos sus niveles y del desarrollo de competencias, en coordinación con los organismos públicos o entidades privadas correspondientes.
14. Entender en la promoción de la investigación científica de los problemas técnicos relacionados con el deporte, así como en la asistencia al deportista, cualquiera sea su nivel competitivo, en el cuidado de su salud y en la mejora de su rendimiento, en la prevención del dopaje, en coordinación con los entes competentes en la materia.
15. Instrumentar, junto con la SECRETARÍA DE POLÍTICAS INTEGRALES SOBRE DROGAS DE LA NACIÓN ARGENTINA de la PRESIDENCIA DE LA NACIÓN la capacitación y prevención del uso de sustancias psicoactivas en el ámbito deportivo.
16. Promover la creación de bibliotecas, hemerotecas y museos especializados en deporte en general y de alto rendimiento deportivo en particular, organizar conferencias, cursos de capacitación y exposiciones vinculadas al fomento del deporte.
17. Participar, en coordinación con las autoridades educativas con competencia en la materia, en la elaboración de perfiles, condiciones y atributos requeridos para obtener títulos habilitantes para el ejercicio de profesiones vinculadas al deporte y otras especialidades afines.
18. Entender en el desarrollo de la iniciación deportiva en todo el territorio de la Nación, en coordinación con los organismos nacionales, provinciales, municipales, de la CIUDAD AUTÓNOMA DE BUENOS AIRES e instituciones privadas.
19. Colaborar, dentro de su ámbito de competencia específica, con las autoridades educativas competentes, para el desarrollo de las actividades deportivas.
20. Entender, en coordinación con los organismos con competencia específica, en la planificación, ejecución, implementación, desarrollo y supervisión de las obras de infraestructura deportiva a nivel nacional, incluyendo el desarrollo de centros regionales de alto y mediano rendimiento y de tecnología aplicada al deporte.
21. Arbitrar con el INSTITUTO NACIONAL DE ESTADÍSTICA Y CENSOS (INDEC), organismo desconcentrado del MINISTERIO DE HACIENDA, la realización del censo de instalaciones deportivas, actividades deportivas de alto rendimiento; de atletas federados/as, árbitros/as, técnicos/as y entrenadores/as e instituciones deportivas, entre otros, dentro del ámbito de la REPÚBLICA ARGENTINA.
22. Proponer y celebrar convenios, acuerdos o instrumentos, con entes públicos o privados, estatales y no estatales, internacionales, interjurisdiccionales, nacionales, provinciales o municipales, en el ámbito de su competencia.
23. Ejercer, en coordinación con el MINISTERIO DE RELACIONES EXTERIORES Y CULTO, la representación internacional del ESTADO NACIONAL, en materia de deporte y actividad física.
24. Entender en la administración y funcionamiento del Sistema de Información Deportiva y la Actividad Física.